# Fenogenética
La fenogenética es la parte de la genética que estudia los procesos que producen un determinado fenotipo a partir del genotipo durante el proceso ontogenético. Es decir, como en el desarrollo de un individuo (ontogénesis), la carga genética de un individuo (genotipo) se expresa de una u otra manera (fenotipo).